# Arnette Hallman (1958)
Arnette Lamar Hallman (Chicago, 19 ottobre 1958) è un ex cestista statunitense, professionista in Europa.
È il padre di Arnette Hallman jr.

## Carriera
Venne selezionato dai Boston Celtics al secondo giro del Draft NBA 1980 (46ª scelta assoluta).